# Takuya Marutani
Takuya Marutani (født 30. maj 1989) er en japansk fodboldspiller, som spiller for den japanske fodboldklub Oita Trinita.